# Robert F. Kennedy Memorial Stadium
 (avril 2021).
Si vous disposez d'ouvrages ou d'articles de référence ou si vous connaissez des sites web de qualité traitant du thème abordé ici, merci de compléter l'article en donnant les références utiles à sa vérifiabilité et en les liant à la section « Notes et références ».
Le Robert F. Kennedy Memorial Stadium ou RFK Stadium (auparavant D.C. Stadium ou District of Columbia Stadium) est un stade omnisports qui sert principalement pour le baseball, le football américain et le soccer. Il est situé au bord de la rivière Anacostia à l'est du centre de Washington dans le District de Columbia aux États-Unis.
En 1996, la Major League Soccer arrive à Washington D.C. et le stade devient l'antre de D.C. United. De 2005 à 2007, il a été le domicile d'une équipe de baseball MLB évoluant dans la division Est de la Ligue nationale, les Nationals de Washington.
Le RFK Stadium avait également accueilli une autre équipe de la MLB entre 1962 et 1971, les Senators de Washington, qui depuis ont déménagé au Texas. Les Redskins de Washington de la NFL y ont aussi joué plus de trente années entre 1961 et 1996 avant que le FedEx Field soit construit. L'enceinte a une capacité de 56 692 places pour le soccer et 45 596 pour le baseball et elle est entourée de 10 000 places de parking.

## Histoire
Pendant plus de cinq décennies les Senators de Washington (MLB) ont joué au Griffith Stadium mais se sont déplacés à Minneapolis et sont devenus les Twins du Minnesota après la saison 1960. La même année, un nouveau stade multisports était construit le long de la rivière Anacostia. Alors que Clark Griffith déplaçait les Senators à Minneapolis après la saison 1960, la MLB a attribué une nouvelle franchise à la ville de Washington, de nouveau connue sous le nom de Washington Senators. L'équipe a joué un an au Griffith Stadium avant d'entrer dans leur nouvelle enceinte.
Le stade est inauguré le 1er octobre 1961 avec une défaite 24 à 21 des Redskins de Washington contre les Giants de New York devant 36 000 spectateurs. Il a été construit pour un coût de $24 millions USD et fut conçu par George A. Dahl (Dallas), Osborn Engineering (Cleveland) et Ewin Engineering Associates (Washington DC). Le bâtiment a été appelé D.C. Stadium (District of Columbia Stadium) et les Senators ont joué leur match au stade le 9 avril 1962. Le D.C. Stadium est devenu le premier "Cookie cutter stadium" (stade multi-surface pouvant accueillir plusieurs sports : baseball, football américain…).
Il a été renommé RFK Stadium (Robert Francis Kennedy) le 18 janvier 1969, peu après l'assassinat de celui-ci. Le baseball a été joué seulement neuf ans au RFK Stadium, le dernier match eut lieu le 30 septembre 1971. Les Senators de Washington se sont déplacés à Arlington après la saison 1971 et sont devenus les Rangers du Texas. Bien que le stade ait un locataire en moins après la saison 1971, c'était le domicile des Redskins de Washington (NFL) jusqu'en 1996. En 1997 la construction d'un nouveau stade moderne pour les Redskins à Landover (Maryland) est terminé, c'est le FedEx Field. Les Redskins de Washington ont joué leur dernier match au RFK Stadium le 22 décembre 1996 avec une victoire sur les Cowboys de Dallas (score 37 à 10).
Après une absence de 33 ans, la Major League Baseball est revenu au RFK Stadium le 14 avril 2005. Avant 2005, il y avait eu des années d'entretien et de débat pour qu'une équipe soit relocalisée dans la ville. De 1995 à 2004 les Expos de Montréal se sont efforcés d'attirer le plus de fans au Stade olympique de Montréal et ont eu de nombreux problèmes financiers. En 2001, la MLB a commencé à étudier l'idée de replacer les Expos, prenant finalement une décision pour déplacer l'équipe à Washington le 29 septembre 2004. L'année suivante, le stade accueil le Grand Prix de Washington, une course automobile du championnat American Le Mans Series. En novembre 2004, les Expos sont renommés Nationals de Washington. Afin accueillir la nouvelle équipe dans la ville, le stade fut rénové et amélioré pour un coût approximatif de $18,5 millions. L'installation d'un nouveau tableau d'affichage, d'une tribune de presse, et la transformation des places de la plate-forme inférieure en sièges escamotables pour permettre le changement de configuration afin que D.C. United (MLS) continue à jouer au stade.
La configuration actuelle de baseball au RFK Stadium est presque identique à celle des années 1970. La grande plate-forme inférieure, se composant de trois sections de sièges orange. Une petite section de sièges blancs entoure le terrain au-dessous de la plate-forme supérieure. La plate-forme supérieure entoure le terrain entier. Le tableau d'affichage video principal est suspendu sur le toit au-dessus des sièges de la plate-forme supérieure dans le champ droit. Une reconfiguration du stade est nécessaire (pour un coût de $40 000 à chaque fois) afin de convertir le terrain d'une configuration soccer en baseball et inverse. En 2005, la conversion a été faite 20 fois.
Le RFK Stadium est alors le 4e stade le plus ancien de la Major League Baseball encore en activité avec le Wrigley Field, le Fenway Park et le Yankee Stadium. En partie à cause de son âge et de sa vétusté, les "Nats" (Nationals) envisagent de déménager dans un nouveau stade plus moderne d'ici 2008. Le dernier match des Nationals de Washington au RFK Stadium est prévu pour le 23 septembre 2007 contre les Phillies de Philadelphie. Depuis 2008, les Nationals de Washington jouent dans une nouvelle enceinte de 611 millions de dollars située le long de l'Anacostia et se nommant le Nationals Park. Les travaux de ce dernier ont commencé le 4 mai 2006 et l'ouverture eut lieu le 30 mars 2008. Ce stade peut accueillir 41 888 spectateurs avec 78 suites de luxe.
Le club D.C. United joue au RFK Stadium de 1996 jusqu'en 2017 pour ensuite déménager au Audi Field.
Sans franchises, le stade est abandonné. Le Congrès vota en 2024 pour sa démolition.

## Les locataires

### Anciens
Football américain
- Redskins de Washington (NFL) (1961-1996)
- Washington Federals (USFL) (1983-1984)

Baseball
- Senators de Washington (1962-1971)
- Nationals de Washington (2005-2008)

Soccer
- Washington Freedom (WUSA) (2001-2003)
- Washington Diplomats (NASL) (1974-1981), (1991).
- Washington Darts (1971)
- Team America (NASL), (1983)
- Washington Whips (É.-U.) (1968)
- D.C. United (1996-2017)

## Les restaurants
Le RFK Stadium comprend plusieurs concessions alimentaires :
- Forescore Grill
- The Diamond Club
- Burrito Brothers
- Dominic's of New York
- Stars and Stripes Brew
- Red, Hot and Blue Barbecue (Red, Hot & Blue BBQ)

## Course des Présidents

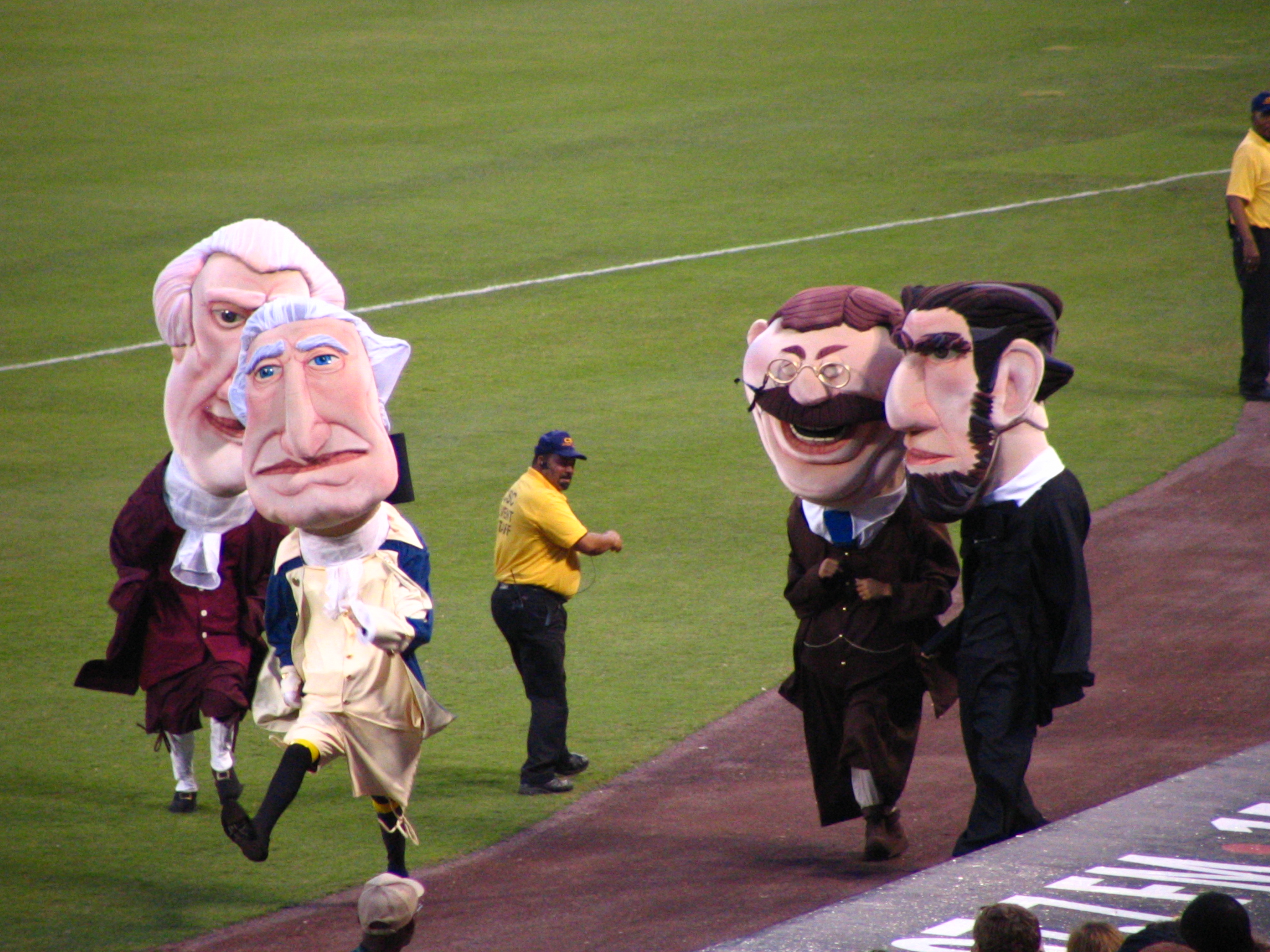
Course des Présidents (Presidents Race)

Pendant chaque match des Nationals, le RFK Stadium accueille une course avec des mascottes qui représentent d'anciens Présidents des États-Unis. La promotion a commencé en 2005 comme animation sur le tableau d'affichage video. Mais à partir 2006 la course a eu lieu sur le terrain avec quatre mascottes qui sont les caricatures de George Washington, Thomas Jefferson, Abraham Lincoln et Theodore Roosevelt. Très probablement, ceci est inspiré de la Sausage Race des Milwaukee Brewers ou des Pierogie Races de Pittsburgh.

## Événements
- 1e Match des étoiles de la Ligue majeure de baseball 1962, 10 juillet 1962
- Match des étoiles de la Ligue majeure de baseball 1969, 23 juillet 1969
- Supercoupe d'Italie de football (Supercoppa Italiana) en 1993
- 5 matchs de la Coupe du monde de football de 1994
- 6 matchs de la Coupe du monde de football féminin 2003
- Coupe des champions de la CONCACAF, 1998
- MLS Cup, 26 octobre 1997
- MLS Cup, 15 octobre 2000
- MLS Cup, 18 novembre 2007
- Major League Soccer All-Star Game, 2002 et 2004
- Finale de la Coupe des États-Unis de soccer, 30 octobre 1996
- Soccer Bowl, 21 septembre 1980
- Concert Grateful Dead, 10 juin 1973
- Concert des Jacksons les 21 et 22 septembre 1984 dans le cadre de leur Victory Tour devant 90.000 spectateurs
- Concert de Madonna, le 2 juillet 1987 dans le cadre de son Who's That Girl Tour
- Concert United We Stand , 20 octobre 2001, concert caritatif organisé par Michael Jackson pour les victimes des attentats du 11 septembre 2001 avec Michael Jackson, Mariah Carey, Usher, James Brown, Al Green, Rod Stewart, Janet Jackson, Destiny's Child, P. Diddy, Backstreet Boys, Pink, Justin Timberlake et son groupe N Sync ou encore Aerosmith
- HFStival (festival de rock), 1993 à 1999 et 2001 à 2004

### Liens externes

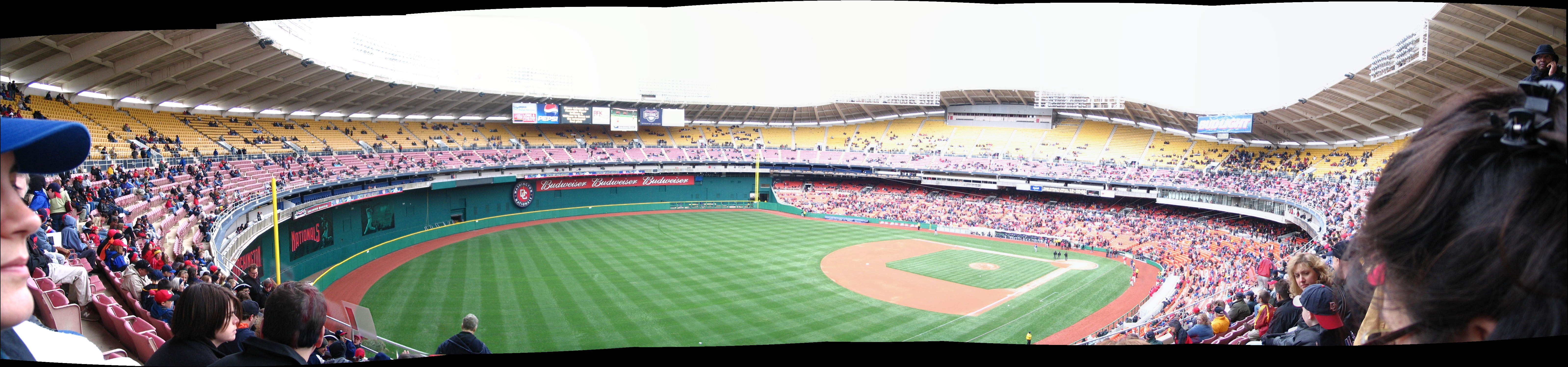
Vue panoramique sur le stade

## Dimensions
- Champ gauche: 102 mètres (335 pieds)
- Champ centre-gauche: 116 m (380 pi)
- Champ centre: 125 m (410 pi)
- Champ centre-droit: 116 m (380 pi)
- Champ droit: 102 m (335 pi)
- Dégagement derrière le marbre: 16,5 m (54 pi)

## Galerie

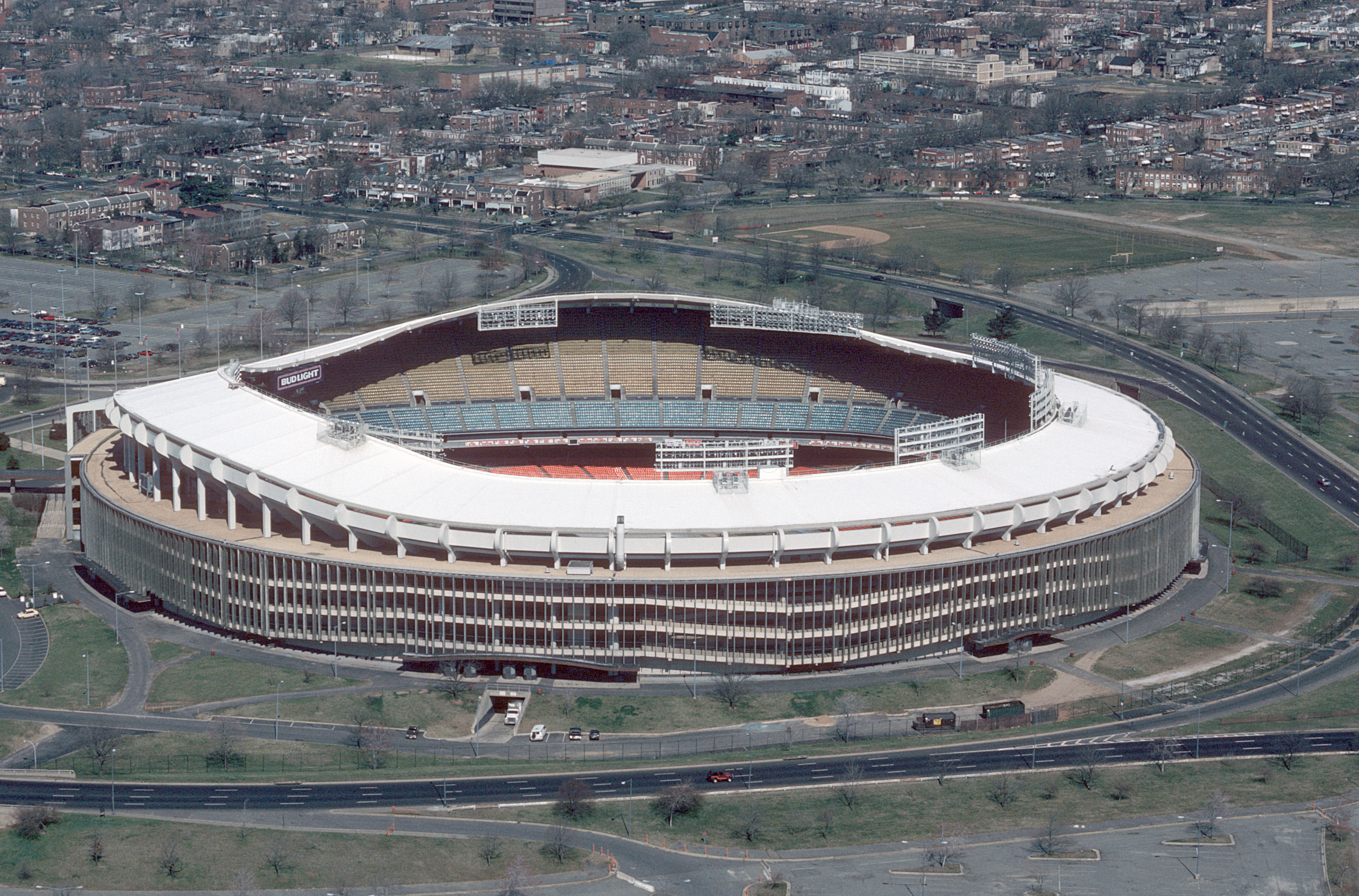
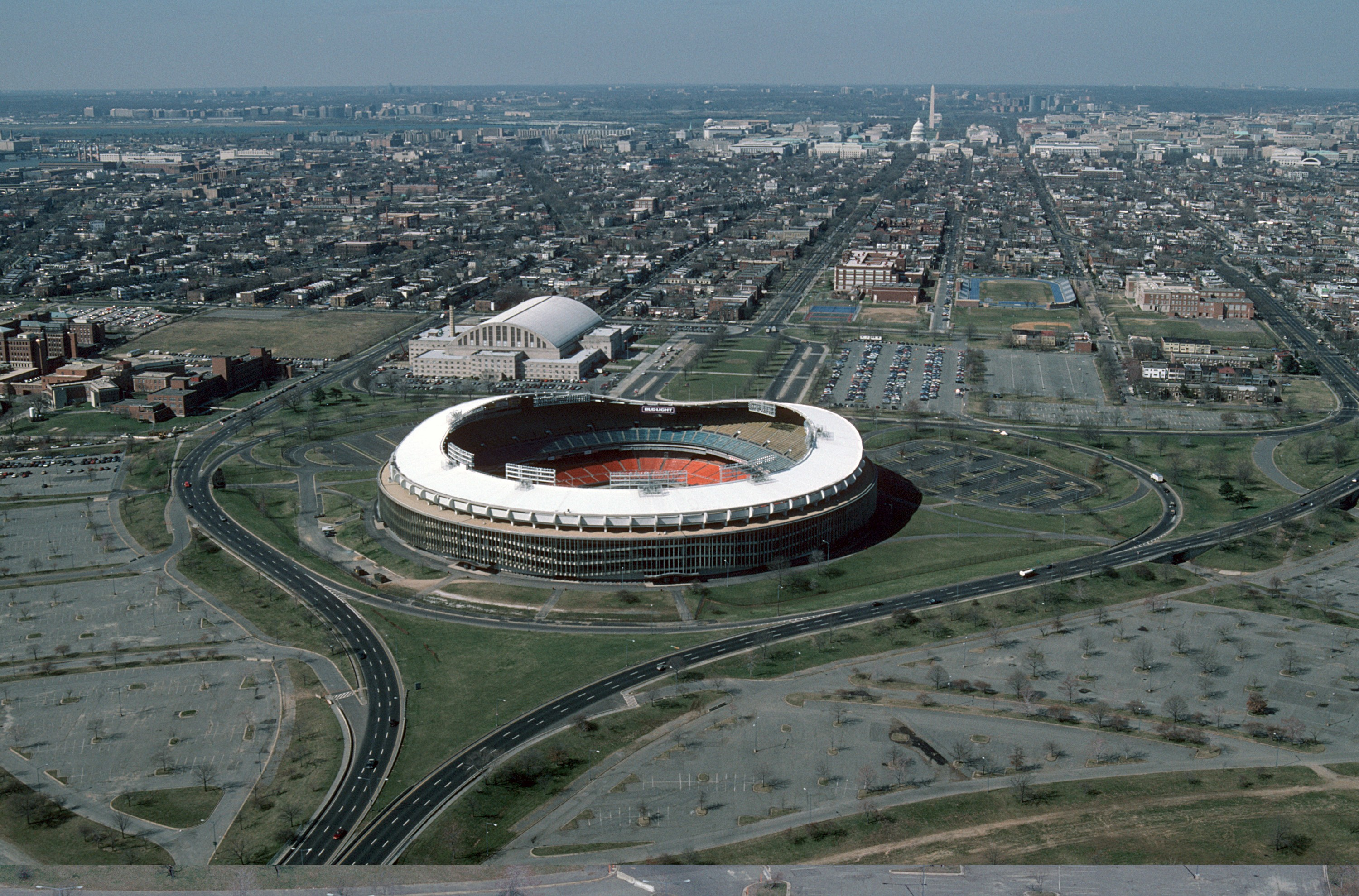
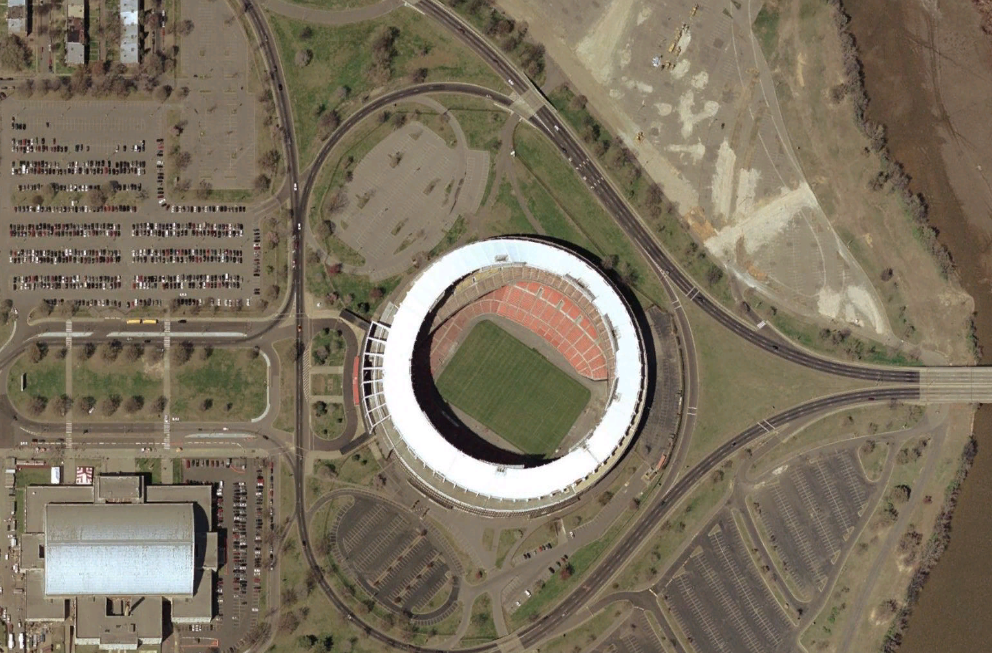
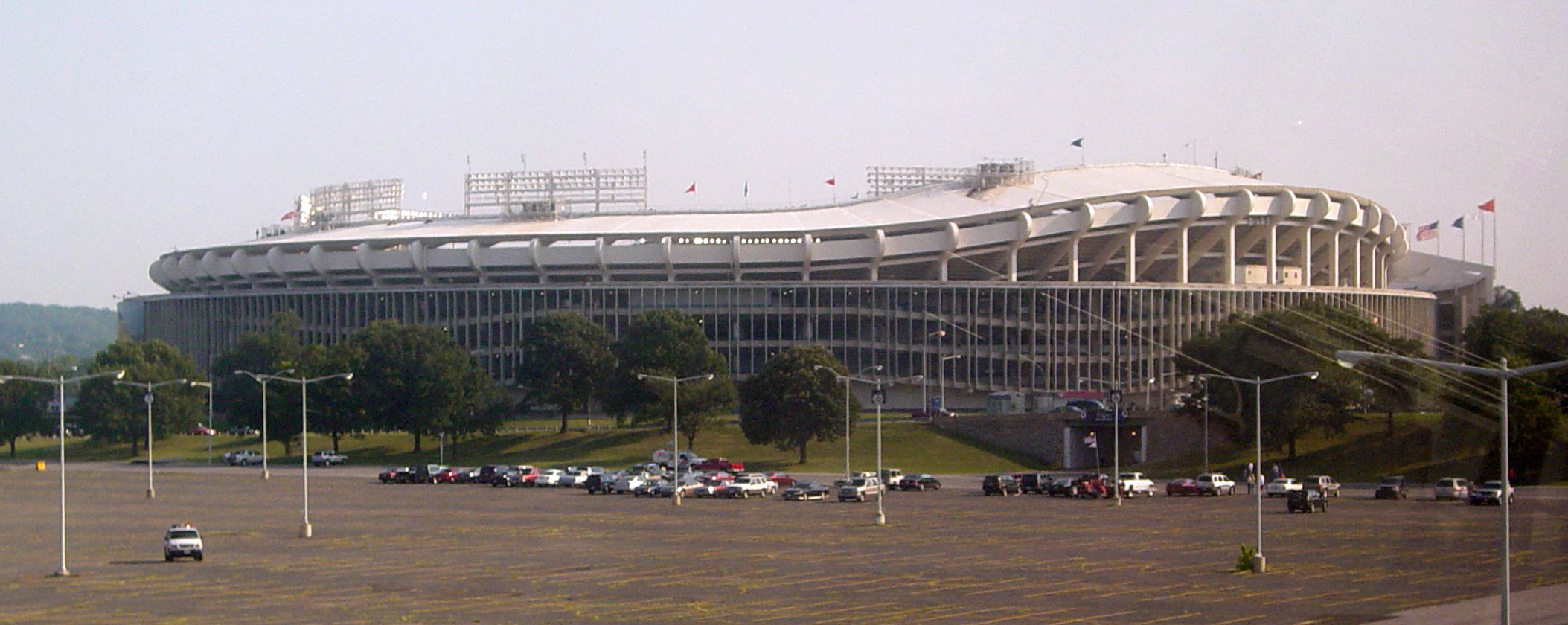
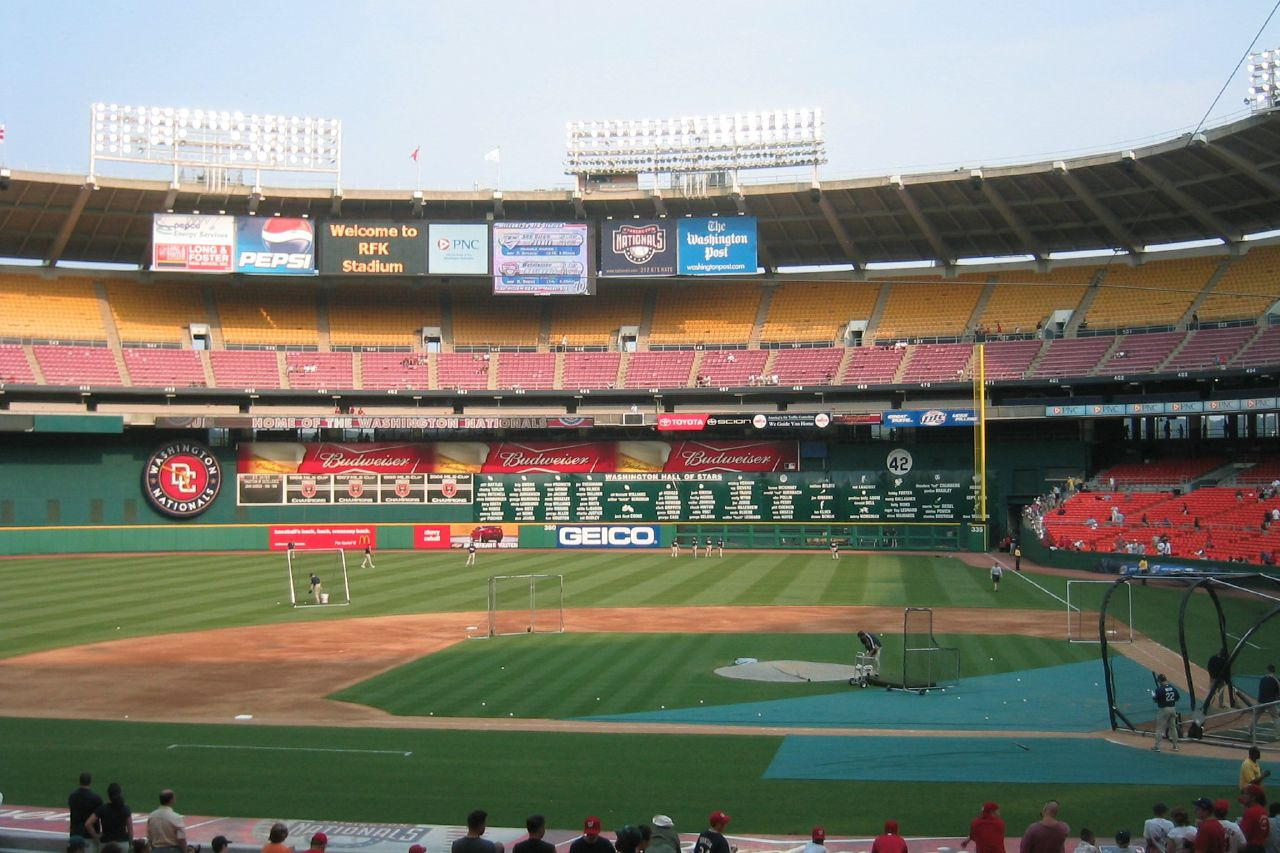
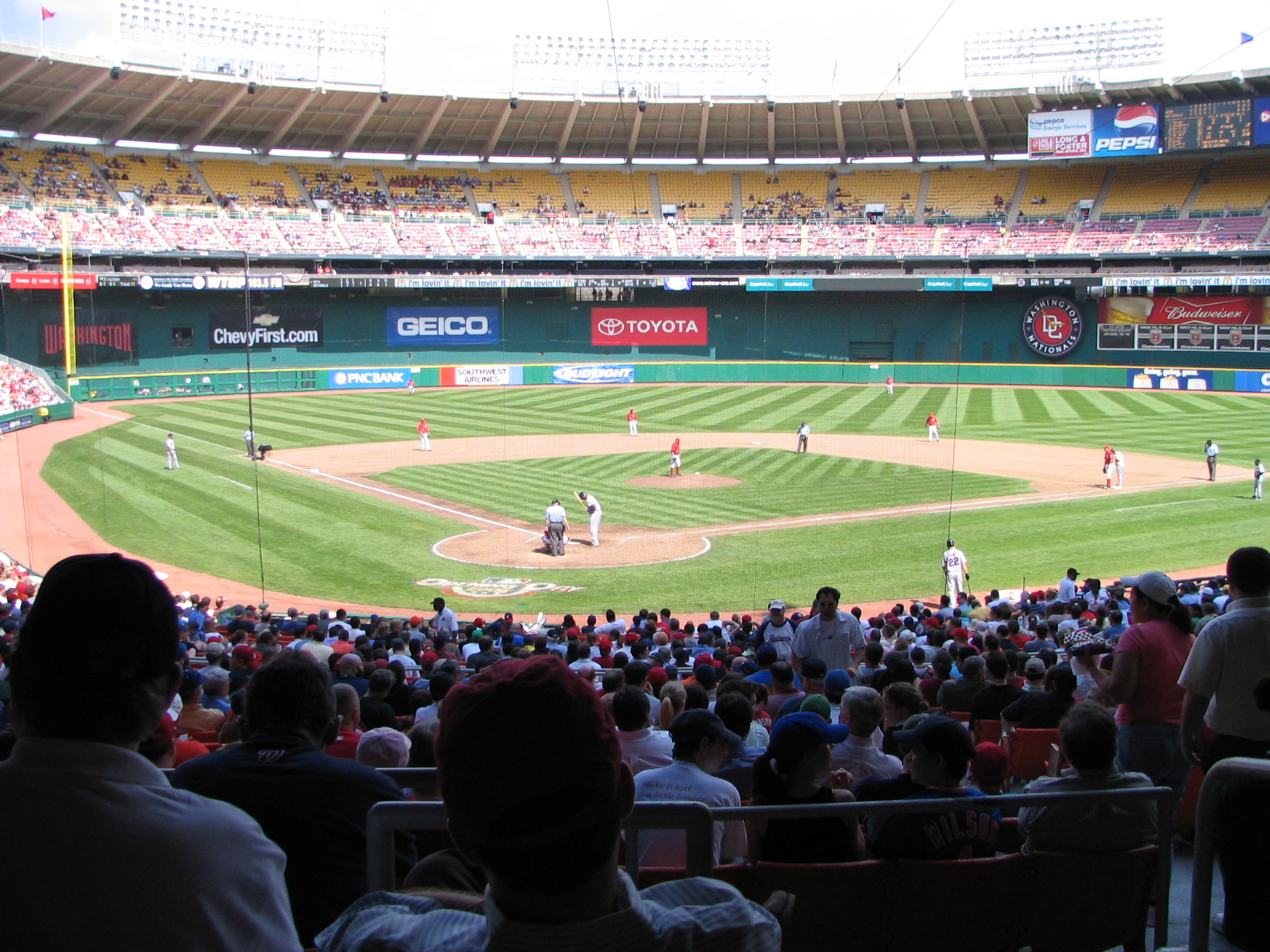
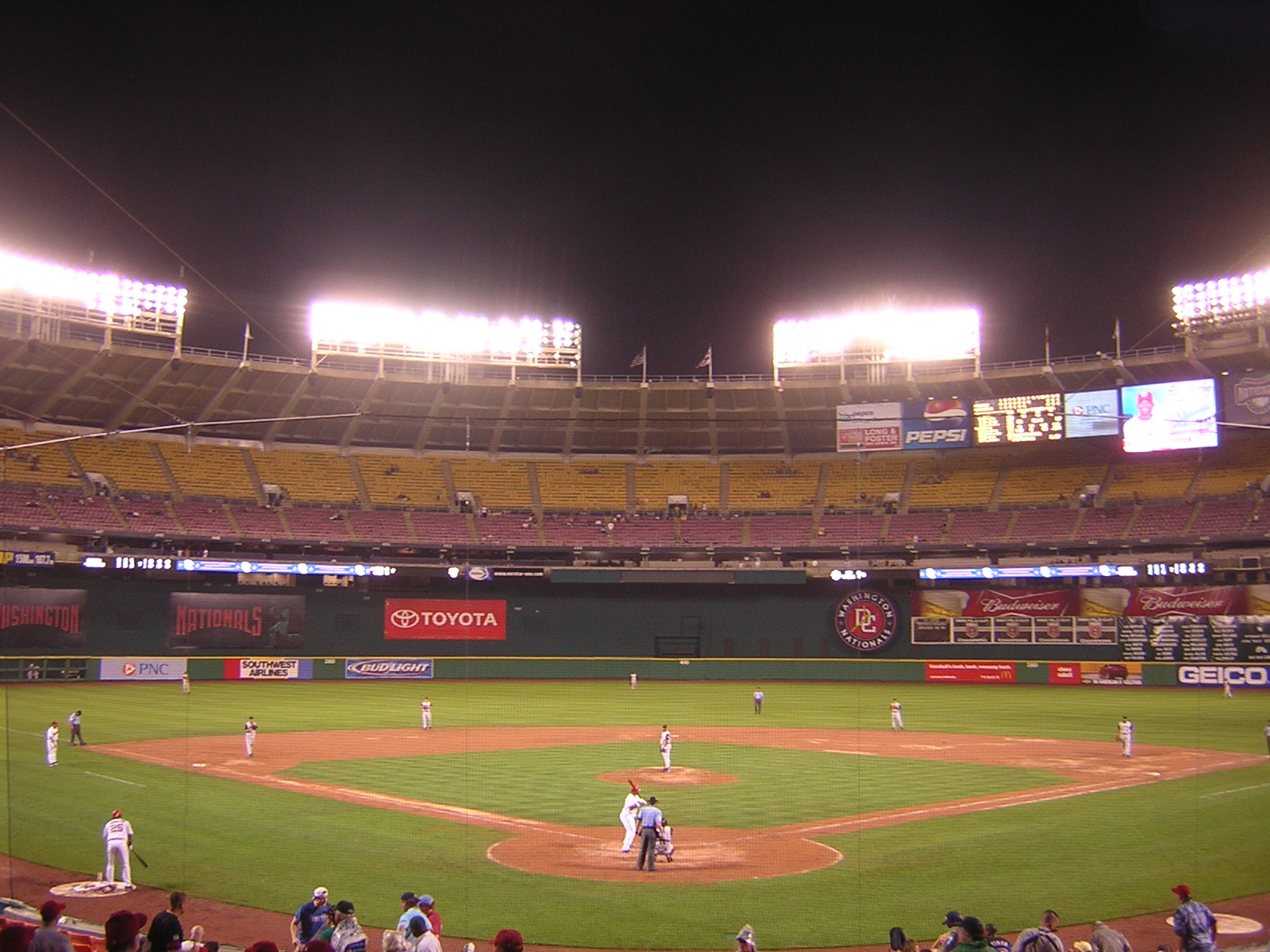
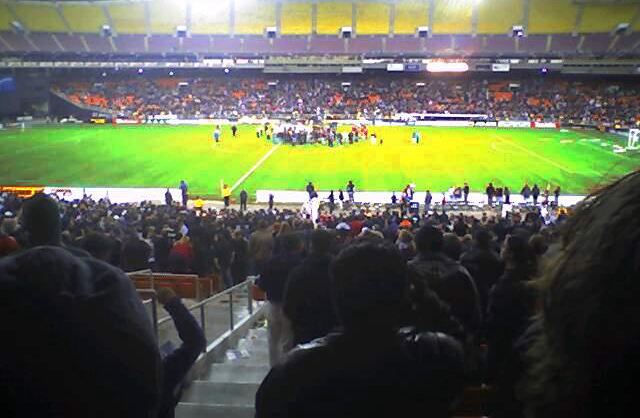
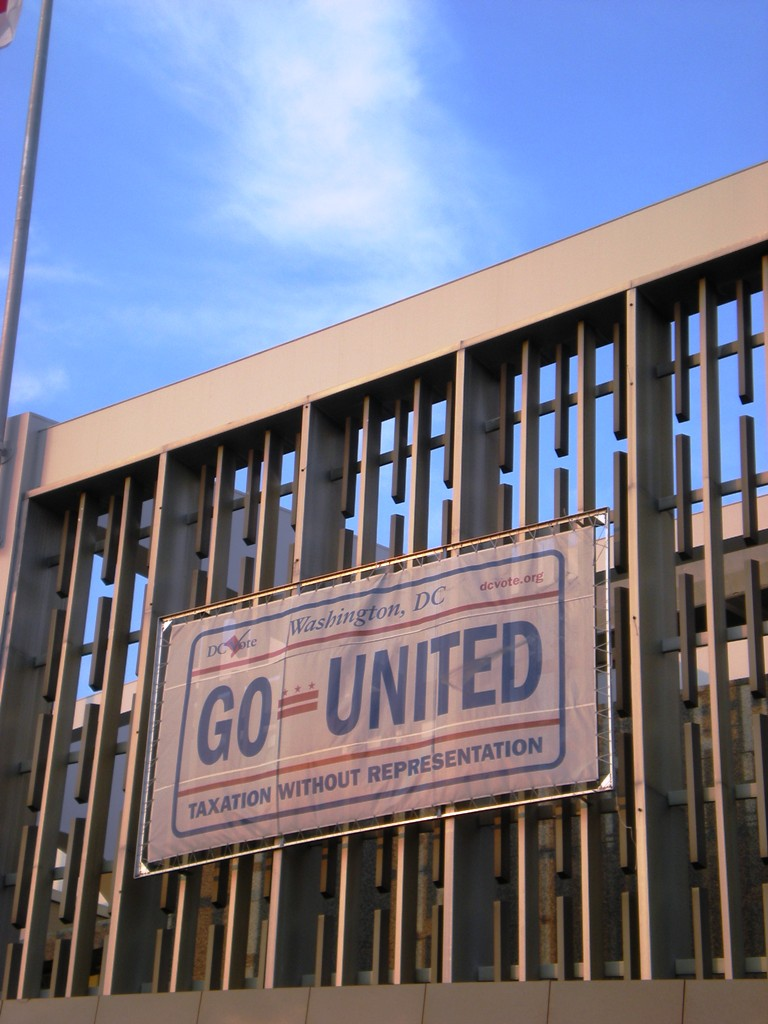